# 西園寺公高
西園寺公高（さいおんじ きんたか，天文7年（1538年）-弘治2年（1556年））是战国時代的武将。伊予国戰國大名西園寺实充之子。
西園寺氏与宇都宫丰纲在领土上起了争执。弘治2年（1556年）9月，城代上甲光康向公高报告稱宇都宫丰纲突然从狩猎场出来偷袭飞鸟城，公高拿起长枪与丰纲军奋战，最后中了敌人的箭袭而被讨死，年仅19岁。

## 外部連結
- 武家家傳 西園寺氏 （页面存档备份，存于）